# 11907 Наранен
11907 Наранен (11907 Näränen) — астероїд головного поясу, відкритий 2 березня 1992 року.
Тіссеранів параметр щодо Юпітера — 3,305.